# Claudia Fassaert
Claudia Fassaert (Hontenisse, 11 juli 1970) is een genaturaliseerde Belgische dressuuramazone. 

## Levensloop
Fassaert kon zich in 2012 plaatsen voor de Olympische Spelen van Londen.  Daar eindigde ze op een 35e plaats.

## Palmares
2010

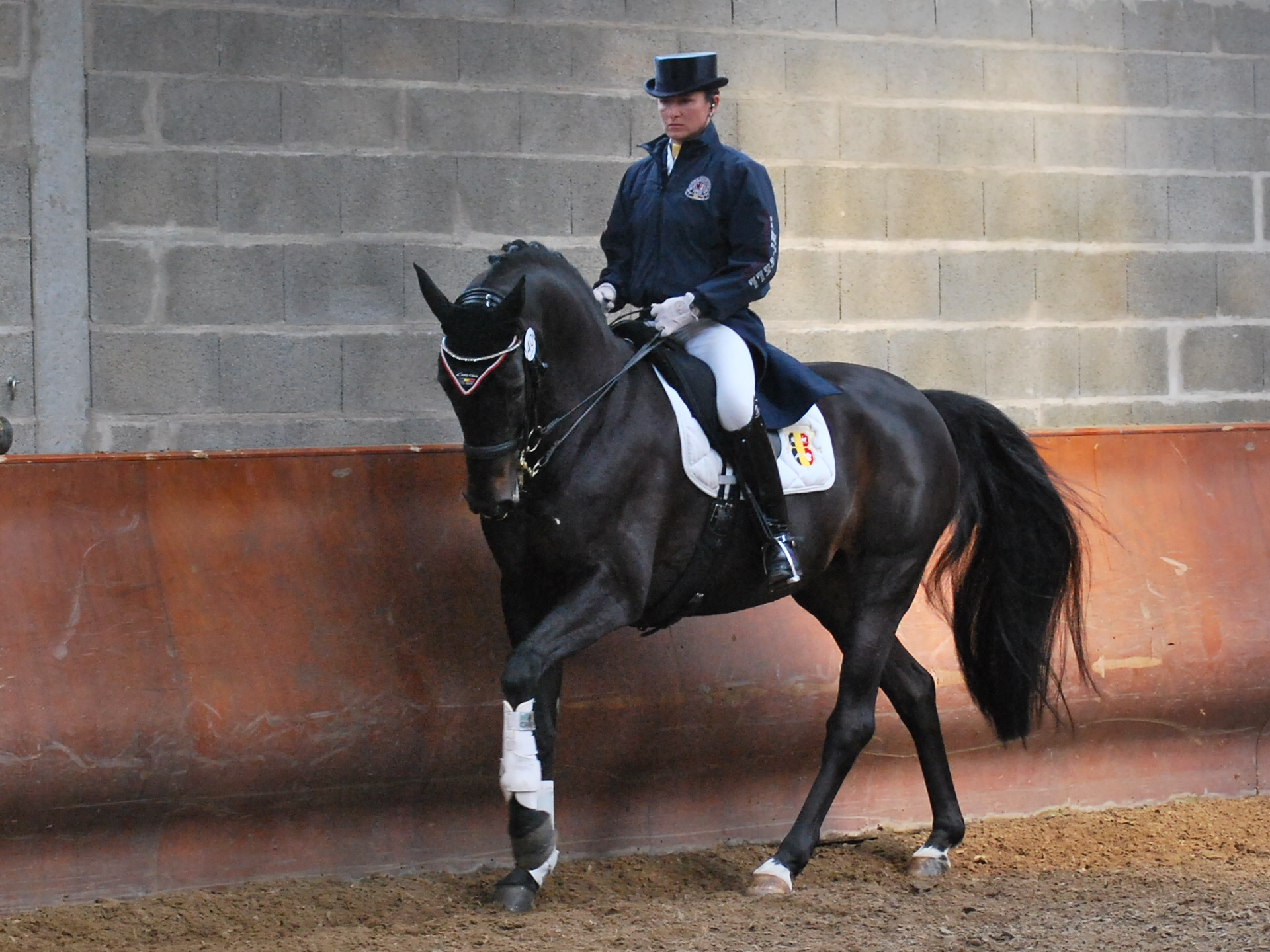
Claudia Fassaert

- 10e Wereldbeker Mechelen (met Donnerfee) - 68,500 %
- 14e Wereldbeker Frankfurt (met Donnerfee) - 64,400 %
- 4e Wereldbeker Lyon (met Donnerfee) - 69,957 %
- 9e Wereldruiterspelen in team (samen met Jeroen Devroe, Stefan Van Ingelgem en Philippe Jorissen) - 200.425 punten

2011
- 11e Wereldbeker Londen (met Donnerfee) - 70,025 %
- 13e Wereldbeker Stockholm (met Donnerfee) - 69,175 %
- 50e EK dressuur (met Donnerfee) - 64,818 %
- 10e EK in team (samen met  Jeroen Devroe, Philippe Jorissen en Johan Zagers) - 202.128 punten

2012
- 10e Wereldbeker Neumünster (met Donnerfee) - 1410.5 punten
- 11e Wereldbeker Mechelen (met Donnerfee) - 70,300 %
- 35e Olympische Spelen van Londen

2013
- 14e EK dressuur Herning(met Donnerfee) -74.79 %
- elitesporter BLOSO

2014
- 2x 5e CDI5* Doha (Qatar) - 70.920% GP - 75 % kur
- 2x 1e CDI3* Outdoor Zeeland (Nederland) - 71,460% GP - 75,525% kur
- 1e en 2e CDI4* Treffen (Oostenrijk)- 69.48% GP (1e) - 70.118% GPS (2e)
- 2e en 1e CDI3* Biarritz (Frankrijk) - 68.32% GP (2e) - 71.25% kur (1e)
- deelname WEG Caen (Frankrijk)

2015
- 2x 2e CDI4* Outdoor Gelderland (Nederland)